# Jesús Alcántar
Jesús Alberto Alcántar Rodríguez (ur. 30 lipca 2003 w Caborce) – meksykański piłkarz występujący na pozycji środkowego obrońcy, reprezentant Meksyku, od 2023 roku zawodnik Necaxy.